# Zhouping Xin
Zhouping Xin (chinês tradicional: 辛周平; 13 de julho de 1959) é um matemático chinês, especialista em equações diferenciais parciais (EDP), William M.W. Mong Professor of Mathematics da Universidade Chinesa de Hong Kong.
Xin obteve um Ph.D. em matemática na Universidade de Michigan, Ann Arbor, em 1988, orientado por Joel Smoller. Antes de trabalhar na Universidade Chinesa de Hong Kong foi professor do Instituto Courant de Ciências Matemáticas da Universidade de Nova Iorque. Foi palestrante convidado do Congresso Internacional de Matemáticos em Pequim (2002).
Recebeu a Medalha Morningside de 2004 por seu trabalho em EDPs não-lineares.